# Big Bend (Texas)

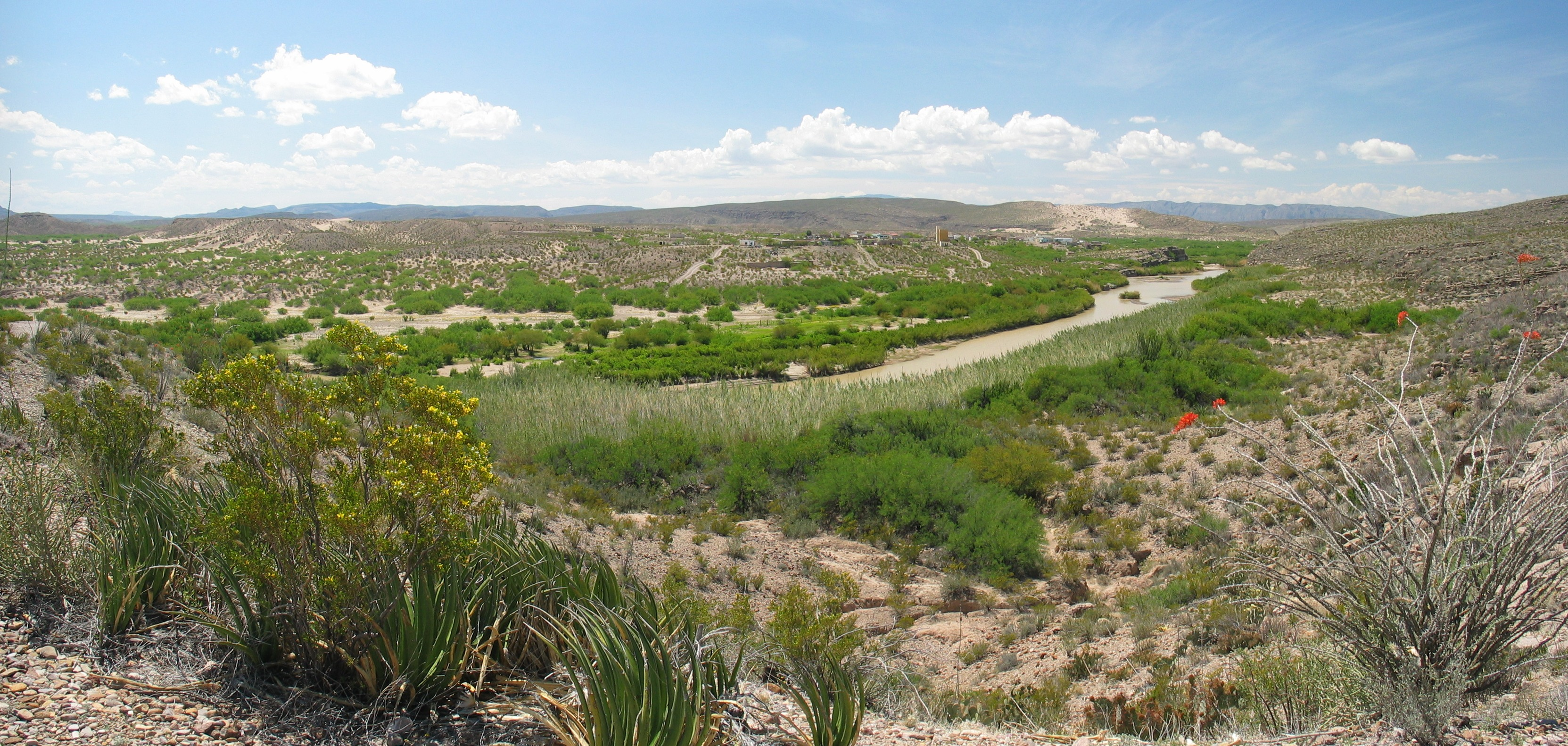
Il Rio Grande.

Big Bend è il nome colloquiale con cui viene indicata una regione geografica del Texas occidentale. Si trova al confine tra Stati Uniti e Messico ed è attraversata dai fiumi Rio Grande e Pecos. La zona è protetta dal Parco nazionale del Big Bend.
I principali centri abitati della zona sono Alpine, Presidio, Marfa, Sanderson e Marathon.